# Prințesa Alice de Parma (1849–1935)
Prințesa Alice de Bourbon-Parma (italiană Alicia Maria Carolina Ferdinanda Rachael Giovanna Filomena; 27 decembrie 1849 - 16 ianuarie 1935) a fost fiica cea mică a lui Carol al III-lea, Duce de Parma și a soției lui, Prințesa Louise Marie Thérèse a Franței care era fiica cea mare a lui Charles Ferdinand, Duce de Berry și a Prințesei Caroline Ferdinande Louise a celor Două Sicilii. Alice a fost deci strănepoata regelui Carol al X-lea al Franței. Alice a fost nepoata lui Henri, conte de Chambord, regele disputat al Franței din 2-9 august 1830 și pretendentul legitimist la tronul Franței din 1844 până în 1883.

## Căsătorie și copii
La castelul Frohsdorf din Austria, la 11 ianuarie 1868, s-a căsătorit cu Ferdinand al IV-lea, Mare Duce de Toscana (1835–1908). Alice și Ferdinand au avut zece copii:
- Arhiducele Leopold Ferdinand, Prinț de Toscana (1868–1935). El a renunțat la titlurile lui la 29 decembrie 1902 și a luat numele de Leopold Wölfling. S-a căsătorit de trei ori.
- Arhiducesa Luise, Prințesă de Toscana (1870–1947)
- Arhiducele Josef Ferdinand, Prinț de Toscana (1872–1942). S-a căsătorit prima dată cu Rosa Kaltenbrunner și, după divorț, s-a recăsătorit cu Gertrud Tomanek, cu care a avut copiie. Ambele căsătorii au fost morganatice.
- Arhiducele Peter Ferdinand, Prinț de Toscana (1874–1948). S-a căsătorit cu Prințesa Maria Cristina de Bourbon-Două Sicilii și au avut copii.
- Arhiducele Heinrich Ferdinand Salvator, Prinț de Toscana (1878–1969). General major în armata austriacă. Căsătorit morganatic cu Maria Karoline Ludescher; au avut copii.
- Arhiducesa Anna Maria Theresia, Prințesă de Toscana (1879–1961). Căsătorită cu Johannes, Prinț de Hohenlohe-Bartenstein.
- Arhiducesa Margareta, Prințesă de Toscana (1881–1965)
- Arhiducesa Germana, Prințesă de Toscana (1884–1955)
- Arhiducele Robert Ferdinand Salvator, Prinț de Toscana (1885–1895)
- Arhiducesa Agnes Maria, Prințesă de Toscana (1891–1945)